# Vista Gaúcha
Vista Gaúcha é um município brasileiro do estado do Rio Grande do Sul.

## História
Em 1945, levando suas mudanças, pertences e familiares, em carroças de tração animal, viajando por quinze ou mais dias, os primeiros colonizadores de origem italiana chegavam à região de Tenente Portela.
Esses primeiros colonizadores vinham de Garibaldi, Santa Cruz do Sul, Estrela e Encantado. Posteriormente, estabeleceram-se outras famílias, de etnias variadas, que foram fazendo desta terra um lugar produtivo.
Vista Gaúcha era denominada de “Cantina Velha”, porém os colonizadores acharam o nome impróprio para a localidade. Por acharem o local rico em belezas naturais e com uma vista panorâmica, o intitularam “Vista Gaúcha”, nome que perdura até hoje.
Hoje, Vista Gaúcha está assim constituída etnicamente: 60% da população de italianos; 25% de portugueses; 10% de alemães e 5% de poloneses.
Em meados de 1986, um grupo de lideranças locais, constituído por seis pessoas, entenderam que o Distrito estaria, juntamente com Bom Plano, com bom grau de desenvolvimento e, então programaram uma reunião geral para expor as idéias emancipacionistas, idéias estas que foram bem acatadas por um número considerável de moradores. Assim, em seguida, elegeu-se a Comissão Emancipacionista, que seria responsável pelo andamento dos trabalhos.
Em 10 de abril de 1988, realizou-se o plebiscito em Vista Gaúcha, onde o “SIM” venceu por maioria absoluta dos votos.
Através da Lei Estadual n° 8.608, de 09 de maio de 1988, criou-se oficialmente o Município de Vista Gaúcha.